# Ririe
Ririe é uma cidade localizada no estado americano de Idaho, no Condado de Bonneville e Condado de Jefferson.

## Demografia
Segundo o censo americano de 2000, a sua população era de 545 habitantes.
Em 2006, foi estimada uma população de 526, um decréscimo de 19 (-3.5%).

## Geografia
De acordo com o United States Census Bureau tem uma área de
0,8 km², dos quais 0,8 km² cobertos por terra e 0,0 km² cobertos por água. Ririe localiza-se a aproximadamente 1513 m acima do nível do mar.

## Localidades na vizinhança
O diagrama seguinte representa as localidades num raio de 24 km ao redor de Ririe.